# Condado de LaRue
O Condado de LaRue é um dos 120 condados do estado americano de Kentucky. A sede do condado é Hodgenville, e sua maior cidade é Hodgenville. O condado possui uma área de 683 km² (dos quais 1 km² estão cobertos por água), uma população de 13 373 habitantes, e uma densidade populacional de 20 hab/km² (segundo o censo nacional de 2000). O condado foi fundado em 1853. O condado proíbe a venda de bebidas alcoólicas.